# Nationally Determined Contributions
Nationally Determined Contributions (NDC) of Intended Nationally Determined Contributions (INDC), “nationaal vastgestelde (klimaat)doelstellingen”, zijn een evaluatiemechanisme, afgesproken in het kader van het Klimaatverdrag, en meer bepaald het Akkoord van Parijs. Individuele landen moeten volgens het akkoord hun inspanningen uitwerken, internationaal rapporteren en regelmatig bijwerken, aan de hand van vastgelegde criteria. 
De NDC’s werden voor het eerst afgesproken op de Klimaatconferentie Warschau 2013 (COP-19). In de praktijk verloopt de rapportage echter niet altijd vlekkeloos, zoals nog bleek op de Klimaatconferentie van Katowice 2018.  
De NDC-doelstellingen worden om de vijf jaar (2015, 2020,…) neergelegd op het UNFCCC-secretariaat. Daar worden ze opgenomen in een publiek toegankelijk register (NDC registry). 
Op 19 mei 2022 hadden 194 partijen hun eerste NDC's ingediend, en 15 Partijen hun tweede NDC.